# Palm Springs (film, 2020)
Pour les articles homonymes, voir Palm Springs.
Pour plus de détails, voir Fiche technique et Distribution.
Palm Springs est une comédie romantique fantastique américaino-hongkongaise réalisée par Max Barbakow, d'après un scénario d'Andy Siara, et sortie en 2020. Il s'agit du premier long métrage du réalisateur, qui met en scène Andy Samberg (également coproducteur du film), Cristin Milioti et J. K. Simmons, et où l'on suit deux inconnus qui se rencontrent à un mariage à Palm Springs, pour se retrouver coincés dans une boucle temporelle.
Le film est présenté au festival du film de Sundance 2020 puis est diffusé aux États-Unis simultanément sur Hulu et dans certaines salles par Neon en juillet 2020. Le film a été salué par la critique, spécialement l'interprétation des acteurs et son nouvel usage du concept[pas clair]. Il a été nommé deux fois aux Golden Globes, pour le meilleur film (musical ou de comédie) et le meilleur acteur dans un film (musical ou une comédie) pour Andy Samberg. Entre autres récompenses, il a reçu le prix de la meilleure comédie à la 26e cérémonie des Critics' Choice Movie Awards.

## Synopsis
Lors d'un mariage à Palm Springs en Californie, Nyles rencontre Sarah, sœur de la mariée et demoiselle d'honneur. Ils se retrouvent tous les deux piégés dans une boucle temporelle.

## Fiche technique
- Titre : Palm Springs
- Réalisation : Max Barbakow
- Scénario : Andy Siara
- Musique : Matthew Compton
- Photographie : Quyen Tran
- Montage : Andrew Dickler et Matt Friedman
- Direction artistique : Tim Ford
- Décors : Jason Kisvarday
- Costumes : Colin Wilkes
- Production : Chris Parker, Andy Samberg, Akiva Schaffer, Dylan Sellers, Becky Sloviter et Jorma Taccone
- Société de production : Limelight, Sun Entertainment Culture et The Lonely Island
- Sociétés de distribution : Neon / Hulu (États-Unis), Prime Video (France)
- Pays de production :  États-Unis et  Hong Kong
- Langue originale : anglais
- Format : couleurs - 2,39:1
- Genre : comédie romantique et fantastique
- Durée : 90 minutes
- Dates de sortie : 
  - États-Unis : 26 janvier 2020 (festival de Sundance) ; 10 juillet 2020 (sur Hulu)
  - France : 12 février 2021 (sur Prime Video)

## Distribution
- Andy Samberg (VF : Emmanuel Garijo) : Nyles
- Cristin Milioti (VF : Laure Filiu) : Sarah
- J. K. Simmons (VF : Jean Barney) : Roy
- Camila Mendes (VF : Youna Noiret) : Tala
- Tyler Hoechlin (VF : Stéphane Pouplard) : Abe
- Meredith Hagner (en) (VF : Claire Baradat) : Misty
- Dale Dickey (VF : Cathy Cerda) : Darla
- Chris Pang (en) : Trevor
- Peter Gallagher (VF : Guillaume Orsat) : Howard
- June Squibb (VF : Marie-Martine) : Nana Schlieffen
- Jacqueline Obradors (VF : Hélène Bizot) : Pia
- Tongayi Chirisa (VF : Arthur Khong) : Jerry
- Clifford Johnson : lui-même

## Production
Le projet est annoncé en novembre 2018, après l'obtention d'un crédit d'impôt pour filmer en Californie, dans la région de Palm Springs, avec Andy Samberg dans le rôle principal. En mars 2019, Cristin Milioti et J. K. Simmons rejoignent le casting, suivis par Camila Mendes en avril.
Le tournage débute en avril 2019.

## Sortie

### Dates de sortie
Le film est projeté en avant-première au festival du film de Sundance le 26 janvier 2020. Neon et Hulu font l'acquisition des droits de diffusion peu après, dans un premier temps pour la somme de 17,5 millions de dollars, battant largement le précédent record du film le plus cher vendu à Sundance de 0,69 dollars. Le prix de vente final serait de 22 millions de dollars,. La sortie du film est prévue pour le 10 juillet 2020.

### Box office
- États-Unis et Canada (Week-end de sortie) : 164 000 $ (USD) (juillet 2020)
- Monde : 1 512 871 $ (USD)[1]

### Accueil critique
Le film reçoit des critiques globalement positives. Sur l'agrégateur américain Rotten Tomatoes, il récolte 95% d'opinions favorables pour 243 critiques et une note moyenne de 8⁄10. Sur Metacritic, il obtient une note moyenne de 83⁄100 pour 48 critiques.
En France, le film obtient une note moyenne de 3,8⁄5 sur le site AlloCiné, qui recense 12 titres de presse.

## Distinctions

### Récompenses
- Film Independent Spirit Awards 2021 : meilleur premier scénario pour Andy Siara
- Critics Choice Awards 2021 : meilleure comédie
- American Cinema Editors Awards 2021 : Eddie Award du meilleur montage pour un long métrage de comédie

### Nominations
- Golden Globes 2021 :
  - Meilleur film comédie ou comédie musicale
  - Meilleur acteur dans un film comique ou musicale pour Andy Samberg
- Prix Hugo 2021 : meilleure présentation dramatique - format long
- Saturn Awards 2021 : meilleur film indépendant
- Satellite Awards 2021 :
  - Meilleur film musical ou comédie
  - Meilleur acteur dans un film musical ou une comédie pur Andy Samberg
  - Meilleur scénario original pour Andy Siara

## Remakes
Le 30 mai 2025 sort Un mariage sans fin, adaptation française du film réalisée par Patrick Cassir, sur Prime Video. Tarek Boudali reprend le rôle d'Andy Samberg et Camille Rowe celui de Cristin Milioti. L'intrigue se déroule au Maroc.